# A-Division 2003
La A-Division 2003 fu la 18ª edizione della massima serie del campionato bhutanese di calcio disputato tra maggio e luglio 2003 e concluso con la vittoria del Druk Pol FC, al suo primo titolo.

## Classifica finale
| Pos. | Squadra           | G | V | N | P | Punti |
| ---- | ----------------- | - | - | - | - | ----- |
| 1    | Drukpol           | 8 | 6 | 2 | 0 | 20    |
| 2    | Dzongree          | 8 | 5 | 2 | 1 | 17    |
| 3    | Transport Utd     | 8 | 5 | 1 | 2 | 16    |
| 4    | Royal Bhutan Army | 8 | 3 | 4 | 1 | 13    |
| 5    | Druk Star         | 8 | 3 | 2 | 3 | 11    |
| 6    | Yeedzin           | 8 | 3 | 1 | 4 | 10    |
| 7    | Ranjung United    | 8 | 1 | 3 | 4 | 6     |
| 8    | Rigzung           | 8 | 1 | 2 | 5 | 5     |
| 9    | Druk Utd          | 8 | 0 | 1 | 7 | 1     |

G = Partite giocate; V = Vittorie; N = Nulle/Pareggi; P = Perse; GF = Goal fatti; GS = Goal subiti; 